# Lista episoadelor din Phineas și Ferb
Aceasta este o listă de episoade a serialului Phineas și Ferb, care a debutat în America pe Disney Channel in data de 17 august 2007.

## Episoade
| #              | # / Sezon | Titlu român                                                                    | Titlu original                                                           | Premieră originală                           | Premieră în România                        |
| -------------- | --------- | ------------------------------------------------------------------------------ | ------------------------------------------------------------------------ | -------------------------------------------- | ------------------------------------------ |
|                |           |                                                                                |                                                                          |                                              |                                            |
| SEZONUL 1      |           |                                                                                |                                                                          |                                              |                                            |
|                |           |                                                                                |                                                                          |                                              |                                            |
| 1              | 1         | Montain - Rus / Candace Își Pierde Capul                                       | Rollercoaster / Candace Loses Her Head                                   | 17 august 2007 (A) 5 februarie 2008 (B)      | 11 august 2008                             |
| 2              | 2         | Phineas Rapidul / Petrecerea Piticilor De Grădină                              | The Fast And The Phineas / Lawn Gnome Beach Party Of Terror              | 2 februarie 2008 (A) 28 septembrie 2007 (B)  |                                            |
| 3              | 3         | Cei Câțiva Magnifici / Viarna                                                  | The Magnificent Few / S'Winter                                           | 8 februarie 2008 (A) 9 februarie 2008 (B)    |                                            |
| 4              | 4         | Tu Ești Mumia Mea? / Starul de o Clipă                                         | Are You My Mummy? / Flop Starz                                           | 15 februarie 2008 (A) 1 februarie 2008 (B)   |                                            |
| 5              | 5         | Bătăușul înfuriat / Lumini, Candace, motor!                                    | Raging Bully / Lights, Candace, Action!                                  | 4 februarie 2008 (A) 3 februarie 2008 (B)    |                                            |
| 6              | 6         | Scapă-mă de Yeti! / Pregăti-ți copacul                                         | Get That Bigfoot Outta My Face! / Tree to Get Ready                      | 23 februarie 2008 (A) 22 martie 2008 (B)     |                                            |
| 7              | 7         | Era și timpul!                                                                 | It's About Time!                                                         | 1 martie 2008                                |                                            |
| 8              | 8         | Circ de Soleit / Jucărie lumii                                                 | Jerk de Soleil / Toy to the World                                        | 10 februarie 2008 (A) 22 februarie 2008 (B)  |                                            |
| 9              | 9         | O spaimă pe cinste ar prinde bine!                                             | One Good Scare Ought to Do It!                                           | 3 octombrie 2008                             |                                            |
| 10             | 10        | Cavaler la greu / Eu, frabotul                                                 | A Hard Day's Knight / I, Brobot                                          | 14 iunie 2008 (A) 6 februarie 2008 (B)       |                                            |
| 11             | 11        | Ziua de naștere a mamei / Călătorie spre centrul lui Candace                   | Mom's Birthday / Journey to the Center of Candace                        | 29 februarie 2008                            |                                            |
| 12             | 12        | Podiumul care fuge / Înghețată, înghețată                                      | Run Away Runway / I Scream, You Scream                                   | 7 februarie 2008 (A) 17 februarie 2008 (B)   |                                            |
| 13             | 13        | E o lume noroioasă / Balada lui Barbă Rea                                      | It's a Mud, Mud, Mud, Mud World / The Ballad of Badbeard                 | 24 februarie 2008 (A) 12 aprilie 2008 (B)    |                                            |
| 14             | 14        | Frate, reunim trupa                                                            | Dude, We're Getting the Band Back Together                               | 8 martie 2008                                |                                            |
| 15             | 15        | Pregătiți-vă pentru Bettys / Negustorul de pește zburător                      | Ready For the Bettys / The Flying Fishmonger                             | 16 februarie 2008 (A) 12 septembrie 2008 (B) |                                            |
| 16             | 16        | În sfârșit                                                                     | At Last                                                                  | 16 februarie 2009                            |                                            |
| 17             | 17        | Fulgerul grecesc / Lăsa-ți demascarea pe noi!                                  | Greece Lightning / Leave the Busting to Us!                              | 19 aprilie 2008                              |                                            |
| 18             | 18        | Dă-i Bice / Cea Mai Leneșă Zi                                                  | Crack That Whip / The Best Lazy Day Ever                                 | 25 mai 2008                                  |                                            |
| 19             | 19        | Prietenul Preistoric / Călătorie Până La Capătul Lui Buford                    | Boyfriend From 27,000 B.C. / Voyage To The Bottom Of Buford              | 7 iunie 2008                                 |                                            |
| 20             | 20        | Lasă Crosa / Cercul Mă Face Grasă?                                             | Put That Putter Away / Does This Duckbill Make Me Look Fat?              | 10 august 2008                               |                                            |
| 21             | 21        | Aventurile Camerei De Supraveghere / Drama De La Bawl-R-Ama                    | Traffic Cam Caper / Bowl-R-Ama Drama                                     | 12 iulie 2008                                |                                            |
| 22             | 22        | Phineastein Și Ferbestein / Ulei Pe Candace                                    | The Monster Of Phineas-N-Ferbenstein / Oil On Candace                    | 17 octombrie 2008                            |                                            |
| 23             | 23        | Concursul Științific Necinstit / Concursul Științific Necinstit (O Altă Parte) | Unfair Science Fair / Unfair Science Fair Redux (Another Story)          | 17 februarie 2009 (A) 18 februarie 2009 (B)  |                                            |
| 24             | 24        | Gata De lansare                                                                | Out To Launch                                                            | 5 decembrie 2008                             |                                            |
| 25             | 25        | Ești Sportiv? / Cometa Kermillian                                              | Got Game? / Comet Kermillian                                             | 2 august 2008                                |                                            |
| 26             | 26        | Desene Animate / Trăiască Doofania!                                            | Out Of Toon / Hail Doofania!                                             | 7 noiembrie 2008                             |                                            |
|                |           |                                                                                |                                                                          |                                              |                                            |
| SEZONUL 2      |           |                                                                                |                                                                          |                                              |                                            |
|                |           |                                                                                |                                                                          |                                              |                                            |
| 27             | 1         | Monstrul din lacul Nas                                                         | The Lake Nose Monster                                                    | 19 februarie 2009                            |                                            |
| 28             | 2         | Interviu cu ornitorincul / Vârful zilei                                        | Interview With a Platypus / Tip of the Day                               | 20 februarie 2009                            |                                            |
| 29             | 3         | Sora de 15 metri / Acvariul din curte                                          | Attack of the 50 Foot Sister / Backyard Aquarium                         | 21 februarie 2009                            |                                            |
| 30             | 4         | Ziua gelatinei vii / Elementar draga mea Stacy                                 | Day of the Living Gelatin / Elementary My Dear Stacy                     | 28 februarie 2009                            |                                            |
| 31             | 5         | Nici nu clipi / Chez ornitorinc                                                | Don't Even Blink / Chez Platypus                                         | 4 aprilie 2009                               |                                            |
| 32             | 6         | Perry face un ou / Integrarea în joc                                           | Perry Lays an Egg / Gaming the System                                    | 11 aprilie 2009                              |                                            |
| 33             | 7         | Cronicile lui Meap                                                             | The Chronicles of Meap                                                   | 18 aprilie 2009                              |                                            |
| 34             | 8         | Thadeus și Thor / Avionul! Avionul!                                            | Thaddeus and Thor / De Plane! De Plane!                                  | 15 iunie 2009                                |                                            |
| 35             | 9         | Să dăm un test / Spălătoria auto                                               | Let's Take a Quiz / At the Car Wash                                      | 22 iunie 2009                                |                                            |
| 36             | 10        | O, aici erai, Perry / Familia Swiss Phineas                                    | Oh, There You Are, Perry / Swiss Family Phineas                          | 11 iulie 2009                                |                                            |
| 37             | 11        | Numărătoarea celor 10 clipuri cu Phineas și Ferb                               | Phineas and Ferb's Musical Cliptastic Countdown                          | 12 octombrie 2009                            |                                            |
| 38             | 12        | Aiureala cuantică a lui Phineas și Ferb                                        | Phineas and Ferb's Quantum Boogaloo                                      | 21 septembrie 2009                           |                                            |
| 39             | 13        | De-a V-ați-Ascunselea / Senzația de scufundare                                 | Hide and Seek / That Sinking Feeling                                     | 18 iulie 2009                                |                                            |
| 40             | 14        | Formația Bajethos / Duritate Vanecesară                                        | The Baljeatles / Vanessessary Roughness                                  | 25 iulie 2009                                |                                            |
| 41             | 15        | Gata cu iepurii / Ziua Spa                                                     | No More Bunny Business / Spa Day                                         | 1 august 2009                                |                                            |
| 42             | 16        | Băieții cu balonașe / Isabella și templul sevei                                | Bubble Boys / Isabella and the Temple of Sap                             | 17 octombrie 2009                            |                                            |
| 43             | 17        | Înveselește-te Candace / Petrecerea cercetașelor                               | Cheer Up Candace / Fireside Girl Jamboree                                | 24 octombrie 2009                            |                                            |
| 44             | 18        | Codul de onoare al bătăușului / În căutarea păpușii Mary Mc.Guffin             | The Bully Code / Finding Mary Mcguffin                                   | 31 octombrie 2009                            |                                            |
| 45             | 19        | Oare ce face? / Atlantis                                                       | What Do It Do? / Atlantis                                                | 14 noiembrie 2009                            |                                            |
| 46             | 20        | O poză de reținut / Dansez pentru tocilari                                     | Picture This / Nerdy Dancin'                                             | 7 noiembrie 2009                             |                                            |
| 47             | 21        | Eram un robot de varsta a 2-a / Surprinzătoarea Suzy                           | I Was a Middle Aged Robot / Suddenly Suzy                                | 13 februarie 2010                            |                                            |
| 48             | 22        | Phineas și Ferb: Vacanța de Crăciun!                                           | Phineas and Ferb's Christmas Vacation!                                   | 7 decembrie 2009                             |                                            |
| 49             | 23        | Carl sub acoperire / Parada Hip Hip                                            | Undercover Carl / Hip Hip Parade                                         | 13 februarie 2010                            |                                            |
| 50             | 24        | Trecem prin orice / Zi mare pentru Candace                                     | Just Passing Through / Candace's Big Day                                 | 6 februarie 2010                             |                                            |
| 51             | 25        | Invazia clonelor Ferb / Nu mai e pentru copii                                  | Invasion of the Ferb Snatchers / Ain't No Kiddie Ride                    | 20 februarie 2010                            |                                            |
| 52             | 26        | Vrăjitorul din Odd                                                             | Wizard of Odd                                                            | 24 septembrie 2010                           |                                            |
| 53             | 27        | Pliscul                                                                        | The Beak                                                                 | 8 martie 2010                                |                                            |
| 54             | 28        | Nu-s Phineas și Ferb / Pârâcioasele!                                           | Not Phineas and Ferb / Phineas and Ferb-Busters!                         | 27 februarie 2010                            |                                            |
| 55             | 29        | Șapca reptilei / Rodeo cu roboți                                               | The Lizard Whisperer / Robot Rodeo                                       | 6 martie 2010                                |                                            |
| 56             | 30        | Secretul succesului / Partea Doof a lunii                                      | The Secret of Success / The Doof Side of the Moon                        | 8 octombrie 2010                             |                                            |
| 57             | 31        | Ea e primar / Ghereta de limonadă                                              | She's the Mayor / The Lemonade Stand                                     | 14 iunie 2010                                |                                            |
| 58             | 32        | Îi zice labirint / Doamnelor și domnilor, el e Max Modem!                      | We Call it Maze / Ladies and Gentlemen, Meet Max Modem!                  | 1 octombrie 2010                             |                                            |
| 59             | 33        | Tocilar din același tata                                                       | Nerds of a Feather                                                       | 16 august 2010                               |                                            |
| 60             | 34        | Phineas și Ferb: Vacanță în Hawaii                                             | Phineas and Ferb: Hawaiian Vacation                                      | 9 iulie 2010                                 |                                            |
| 61             | 35        | Personalitate dublă / Controlul minții                                         | Split Personality / Brain Drain                                          | 29 octombrie 2010                            |                                            |
| 62             | 36        | Să ne jucăm / Candace e pârâtă                                                 | Make Play / Candace Gets Busted                                          | 11 februarie 2011                            |                                            |
| 63-64          | 37-38     | Phineas și Ferb: Vara este a ta!                                               | Phineas and Ferb: Summer Belongs to You!                                 | 2 august 2010                                |                                            |
| 65             | 39        | Montainrus muzical!                                                            | Rollercoaster: The Musical!                                              | 29 ianuarie 2011                             |                                            |
|                |           |                                                                                |                                                                          |                                              |                                            |
| SEZONUL 3      |           |                                                                                |                                                                          |                                              |                                            |
|                |           |                                                                                |                                                                          |                                              |                                            |
| 66             | 1         | Fugi, Candace, fugi / Ultimul tren spre pedeapsă                               | Run, Candace, Run / Last Train to Bustville                              | 11 martie 2011                               | 17 septembrie 2011                         |
| 67             | 2         | Ce bine e în casă / Canderemy                                                  | The Great Indoors / Canderemy                                            | 4 martie 2011                                | 17 septembrie 2011                         |
| 68             | 3         | Burta bestiei / Ferma de pe lună                                               | The Belly of the Beast / Moon Farm                                       | 29 aprilie 2011                              | 15 octombrie 2011                          |
| 69             | 4         | Ziua lui Phineas!                                                              | Phineas' Birthday Clip-O-Rama!                                           | 1 aprilie 2011                               | 19 noiembrie 2011                          |
| 70             | 5         | Nu pune întrebări stupide / Ornitorincul gresit                                | Ask a Foolish Question / Misprecieved Monotreme                          | 13 mai 2011                                  | 3 decembrie 2011                           |
| 71             | 6         | Candace deconectată / Covorul zburător                                         | Candace Disconnected / Magic Carpet Ride                                 | 18 iunie 2011                                | 31 decembrie 2011                          |
| 72             | 7         | O zi ciufulită / Chifteaua surpriză                                            | Bad Hair Day / Meatloaf Surprise                                         | 24 iunie 2011                                | 4 februarie 2012                           |
| 73             | 8         | Cele trei pietre / Dinastia Doof                                               | Tri-Stone Area / Doof Dynasty                                            | 13 ianuarie 2012 (A) 14 ianuarie 2012 (B)    | 17 martie 2012                             |
| 74             | 9         | Phineas și Ferb: Întrerupt / Un băiat adevărat                                 | Phineas and Ferb: Interrupted / A Real Boy                               | 15 iulie 2011                                | 11 februarie 2012 (A) 21 ianuarie 2012 (B) |
| 75             | 10        | Mami mă auzi? / Excursia                                                       | Mommy Can You Hear Me? / Road Trip                                       | 29 iulie 2011                                | 18 februarie 2012                          |
| 76             | 11        | Skiddley Whiffers / Turul Ferb                                                 | Skiddley Whiffers / Tour de Ferb                                         | 26 august 2011 (A) 12 august 2011 (B)        | 25 februarie 2012                          |
| 77             | 12        | Portarul meu                                                                   | My Fair Goalie                                                           | 9 septembrie 2011                            | 8 iunie 2012                               |
| 78             | 13        | Perry actorincul / La tinta                                                    | Perry the Actorpus / Bullseye!                                           | 3 martie 2012 (A) 30 septembrie 2011 (B)     | 4 iulie 2012 (A) 7 iulie 2012 (B)          |
| 79             | 14        | Asa te vreau / Blestemul lui Candace                                           | That's the Spirit / The Curse of Candace                                 | 7 octombrie 2011                             | 5 aprilie 2012                             |
| 80             | 15        | Evadare din turnul Phineas / Trecutul ornitorincului                           | Escape From Phineas Tower / The Remains of the Platyus                   | 21 octombrie 2011 (A) 24 februarie 2012 (B)  | 7 iulie 2012 (A) 22 iunie 2012 (B)         |
| 81             | 16        | Pasareasca lui Ferb / Festivalul Latkes                                        | Ferb Latin / Lotsa Latkes                                                | 25 noiembrie 2011 (A) 18 noiembrie 2011 (B)  | 25 august 2012                             |
| 82             | 17        | Un Craciun in familie cu Phineas și Ferb                                       | A Phineas and Ferb Family Christmas                                      | 2 decembrie 2011                             | 24 decembrie 2011                          |
| 83             | 18        | Ce crocodil / Ferb TV                                                          | What a Croc! / Ferb TV                                                   | 1 iunie 2012 (A) 7 septembrie 2012 (B)       | 17 noiembrie 2012                          |
| 84             | 19        | Mama veni acasă / Minor Monogram                                               | Mom's in the House / Minor Monogram                                      | 2 martie 2012 (A) 11 mai 2012 (B)            | 22 iunie 2012 (A) 8 decembrie 2012 (B)     |
| 85             | 20        | Excaliferb                                                                     | Excaliferb                                                               | 15 ianuarie 2012                             | 30 aprilie 2012                            |
| 86             | 21        | Monstrii din subconstient / Furnici uriase                                     | Monster From the Id / Gi-Ants                                            | 10 februarie 2012                            | 15 iunie 2012 (A) 16 iunie 2012            |
| 87             | 22        | Agent Doof / Phineas si Ferb si templul ce mai faci                            | Agent Doof / Phineas and Ferb and the Temple of Juatchadoon              | 11 mai 2012 (A) 16 ianuarie 2012 (B)         | 28 septembrie 2012 (A) 19 mai 2012 (B)     |
| 88             | 23        | Livrarea destinului / Let's Bounce                                             | Delivery of Destiny / Let's Bounce                                       | 27 aprilie 2012 (A) 16 martie 2012 (B)       | 8 decembrie 2012 (A) 29 iunie 2012 (B)     |
| 89             | 24        | Cea mai linistita zi / Bully Bromance Break Up                                 | Quietest Day Ever / Bully Bromance Breakup                               | 30 martie 2012 (A) 16 martie 2012 (B)        | 29 iunie 2012 (A) 8 decembrie 2012 (B)     |
| 90             | 25        | Doonkelberry imperativ / Buford confidențial                                   | The Doonkleberry Imperative / Buford Confidential                        | 30 martie 2012 (A) 27 aprilie 2012 (B)       | 17 februarie 2013                          |
| 91             | 26        | Adresa Nu Sunteți / Adresa istoricul                                           | Truth or Square / The Panto is A Break                                   | 8 iunie 2012                                 | 24 martie 2013                             |
| 92             | 27        | Meap alb în Seattle                                                            | Meapless in Seattle                                                      | 6 aprilie 2012                               | 13 aprilie 2013                            |
| 93             | 28        | Atragerea mamei / Cranius Maximus                                              | The Mom Attractor / Cranius Maximus                                      | 4 mai 2012                                   | 2 martie 2013                              |
| 94             | 29        | La suc cu dușmanul / Comoara celor trei state: cizma secretă                   | Sipping With the Enemy / Tri-State Treasure: Boot of Secrets             | 22 iunie 2012                                | 2 februarie 2013                           |
| 95             | 30        | Dooforinc / Norm dezlănțuit                                                    | Doofapus / Norm Unleashed                                                | 6 iulie 2012 (A) 20 iulie 2012 (B)           | 3 februarie 2013                           |
| 96             | 31        | Când lumile se ciocnesc / Drumul către Danville                                | When Worlds Collide / Road to Danville                                   | 14 septembrie 2012 (A) 26 octombrie 2012 (B) | 20 aprilie 2013                            |
| 97             | 32        | Unde-i Perry? (partea 1)                                                       | Where's Perry?                                                           | 26 iulie 2012                                | 14 octombrie 2012                          |
| 98             | 33        | Unde-i Perry? (partea 2)                                                       | Where's Perry? (Part Two)                                                | 24 august 2012                               | 10 noiembrie 2012                          |
| 99             | 34        | Beznă totală! / Ce-am ratat?                                                   | Blackout! / What'd I Miss?                                               | 30 noiembrie 2012 (A) 17 septembrie 2012 (B) | 10 mai 2013                                |
| 100            | 35        | Asta-i amintirea ta                                                            | This Is Your Backstory                                                   | 2 noiembrie 2012                             | 29 iunie 2013                              |
|                |           |                                                                                |                                                                          |                                              |                                            |
| SEZONUL 4      |           |                                                                                |                                                                          |                                              |                                            |
|                |           |                                                                                |                                                                          |                                              |                                            |
| 175            | 1         | Recreere de gheață                                                             | For Your Ice Only                                                        | 7 decembrie 2012                             |                                            |
| 176            | 2         | An nou fericit!                                                                | Happy New Year!                                                          | 7 decembrie 2012                             |                                            |
| 177            | 3         | Musca știe tot                                                                 | Fly On the Wall                                                          | 11 ianuarie 2013                             |                                            |
| 178            | 4         | Spion printre noi                                                              | Bully Bust                                                               | 18 ianuarie 2013                             |                                            |
| 179            | 5         | Super mașina                                                                   | My Sweet Ride                                                            | 1 februarie 2013                             |                                            |
| 180            | 6         | Kinderlumper                                                                   | Der Kinderlumper                                                         | 15 februarie 2013                            |                                            |
| 181            | 7         | Scăpat de sub control                                                          | Sidetracked                                                              | 1 martie 2013                                |                                            |
| 182            | 8         | Perry în acțiune                                                               | Primal Perry                                                             | 2 martie 2013                                |                                            |
| 183            | 9         | Schimb de minți                                                                | Mind Share                                                               | 5 aprilie 2013                               |                                            |
| 184            | 10        | Hai să reciclăm                                                                | Backyard Hodge Podge                                                     | 19 aprilie 2013                              |                                            |
| 185            | 11        | Ziua albinei                                                                   | Bee Day                                                                  | 26 aprilie 2013                              |                                            |
| 186            | 12        | Povestea albinei                                                               | Bee Story                                                                | 26 aprilie 2013                              |                                            |
| 187            | 13        | Mingea cu apă                                                                  | Great Balls Of Water                                                     | 7 iunie 2013                                 |                                            |
| 188            | 14        | Unde e Pinky?                                                                  | Where's Pinky?                                                           | 7 iunie 2013                                 |                                            |
| 189            | 15        |                                                                                | Phineas and Ferb's Musical Cliptastic Countdown Hosted by Kelly Osbourne | 28 iunie 2013                                |                                            |
| 190            | 16        | Nodul Gordian                                                                  | Knot My Problem                                                          | 5 iulie 2013                                 |                                            |
| 191            | 17        | Ne place deșertul                                                              | Just Desserts                                                            | 5 iulie 2013                                 |                                            |
| 192            | 18        | Candace-Cabra                                                                  | La Candace-Cabra                                                         | 12 iulie 2013                                |                                            |
| 193            | 19        | La mulți ani, Isabella                                                         | Happy Birthday, Isabella                                                 | 12 iulie 2013                                |                                            |
| 194            | 20        | Iubire la primul bit                                                           | Love at First Byte                                                       | 2 august 2013                                |                                            |
| 195            | 21        | Rotirea perfectă                                                               | One Good Turn                                                            | 9 august 2013                                |                                            |
| 196            | 22        | Phineas și Ferb: Misiunea Marvel                                               | Phineas and Ferb: Mission Marvel                                         | 16 august 2013                               |                                            |
| 197            | 23        | Nu mulțumesc                                                                   | Thanks But No Thanks                                                     | 13 septembrie 2013                           |                                            |
| 198            | 24        | Povestea Troiei                                                                | Troy Story                                                               | 20 septembrie 2013                           |                                            |
| 199            | 25        | Druselhalloween                                                                | Druselsteinoween                                                         | 4 octombrie 2013                             |                                            |
| 200            | 26        | Terorizanta trilogie a terorii                                                 | Terrifying Tri-State Trilogy of Terror                                   | 5 octombrie 2013                             |                                            |
| 201            | 27        | Învinge-ți frica                                                               | Face Your Fear                                                           | 11 octombrie 2013                            |                                            |
| 202            | 28        | Primul sărut                                                                   | Cheers for Fears                                                         | 1 noiembrie 2013                             |                                            |
| 203            | 29        | Epoca aburilor                                                                 | Steampunx                                                                | 15 noiembrie 2013                            |                                            |
| 204            | 30        | Ce noroc                                                                       | Just Our Luck                                                            | 10 ianuarie 2014                             |                                            |
| 205            | 31        | Politica de returnare                                                          | Return Policy                                                            | 24 ianuarie 2014                             |                                            |
| 206            | 32        | Grand Prix                                                                     | Live and Let Drive                                                       | 1 martie 2014                                |                                            |
| 207            | 33        | Phineas și Ferb: Salvează vara                                                 | Phineas and Ferb: Save Summer                                            | 9 iunie 2014                                 |                                            |
| 208            | 34        | Ziua tatălui                                                                   | Father's Day                                                             | 10 iunie 2014                                |                                            |
| 209            | 35        | Furtuna imperfectă                                                             | Imperfect Storm                                                          | 11 iunie 2014                                |                                            |
| 210            | 36        | Întoarcerea iepurelui malefic                                                  | The Return of the Rogue Rabbit                                           | 16 iunie 2014                                |                                            |
| 211            | 37        | Hai la picnic                                                                  | It's No Picnic                                                           | 23 iunie 2014                                |                                            |
| 212            | 38        | Proba Klimpaloon                                                               | The Klimpaloon Ultimatum                                                 | 7 iulie 2014                                 |                                            |
| 213            | 39        | Operațiunea drăguțul                                                           | Operation Crumb Cake                                                     | 14 iulie 2014                                |                                            |
| 214            | 40        | Candace în acțiune                                                             | Mandace                                                                  | 14 iulie 2014                                |                                            |
| 215            | 41        | Phineas și Ferb: Războiul Stelelor                                             | Phineas and Ferb: Star Wars                                              | 26 iulie 2014                                |                                            |
| 216            | 42        | Pierduți în Danville                                                           | Lost in Danville                                                         | 29 septembrie 2014                           |                                            |
| 217            | 43        | Metoda Inator                                                                  | The Inator Method                                                        | 29 septembrie 2014                           |                                            |
| 218            | 44        | Noaptea zombiilor Doof                                                         | Night of the Living Pharmacists                                          | 4 octombrie 2014                             |                                            |
| 219            | 45        | Povești din timpul rezistenței                                                 | Tales from the Resistance: Back to the 2nd Dimension                     | 25 noiembrie 2014                            |                                            |
| 220            | 46        | Profesorul Doof                                                                | Doof 101                                                                 | 27 noiembrie 2014                            |                                            |
| 221            | 47        | Nu-ți uita vârsta                                                              | Act Your Age                                                             | 9 februarie 2015                             |                                            |
| 222            | 48        | Ultima zi de vară                                                              | Last Day of Summer                                                       | 12 iunie 2015                                |                                            |
|                |           |                                                                                |                                                                          |                                              |                                            |
| EPISOD SPECIAL |           |                                                                                |                                                                          |                                              |                                            |
|                |           |                                                                                |                                                                          |                                              |                                            |
| 136-137        | 1-2       | [ 1 ]                                                                          | The O.W.C.A. Files                                                       | 9 noiembrie 2015                             | 23 aprilie 2017                            |
|                |           |                                                                                |                                                                          |                                              |                                            |
| SEZONUL 5      |           |                                                                                |                                                                          |                                              |                                            |
|                |           |                                                                                |                                                                          |                                              |                                            |
| 138            |           |                                                                                | Summer Block Buster                                                      | VFA 2025                                     | VFA                                        |
| 138            |           | Cloudy with a Chance of Mom                                                    | VFA 2025                                                                 |                                              | VFA                                        |
| 139            |           |                                                                                | Appetite for Adventure                                                   | VFA 2025                                     | VFA                                        |
| 139            |           | License to Bust                                                                | VFA 2025                                                                 |                                              | VFA                                        |
| 140            |           |                                                                                | Dry Another Day                                                          | VFA                                          | VFA                                        |
| 140            |           | Deconstructing Doof                                                            | VFA                                                                      |                                              | VFA                                        |
| 141            |           |                                                                                | Tropey McTropeface                                                       | VFA                                          | VFA                                        |
| 141            |           | Biblio-Blast!                                                                  | VFA                                                                      |                                              | VFA                                        |
| 142            |           |                                                                                | A Chip to the Vet                                                        | VFA                                          | VFA                                        |
| 142            |           | More than an Intern                                                            | VFA                                                                      |                                              | VFA                                        |
| 143            |           |                                                                                | The Aurora Perry-Alis                                                    | VFA                                          | VFA                                        |
| 143            |           | Lord of the Firesides                                                          | VFA                                                                      |                                              | VFA                                        |
| 144            |           |                                                                                | Agent T (For Teen)                                                       | VFA                                          | VFA                                        |
| 144            |           | The Haberdasher                                                                | VFA                                                                      |                                              | VFA                                        |
| 145            |           |                                                                                | The Candace Suit                                                         | VFA                                          | VFA                                        |
| 145            |           | Out of Character                                                               | VFA                                                                      |                                              | VFA                                        |
| 146            |           |                                                                                | Meap Me in St. Louis                                                     | VFA                                          | VFA                                        |

## Filme
| Titlu român                                           | Titlu original                                           | Premieră originală | Premieră în România               |
| ----------------------------------------------------- | -------------------------------------------------------- | ------------------ | --------------------------------- |
| Phineas și Ferb: În a 2-a dimensiune                  | Phineas and Ferb the Movie: Across the 2nd Dimension     | 5 august 2011      | 5 noiembrie 2011 (Disney Channel) |
| Phineas și Ferb Filmul: Candace împotriva universului | Phineas and Ferb the Movie: Candace Against the Universe | 28 august 2020     | 6 iunie 2022 (Disney+)            |